# Guzmania rubrolutea
Guzmania rubrolutea Rauh es una especie de planta de la familia de las bromeliáceas dentro de la subfamilia Tillandsioideae.

## Distribución geográfica
Es endémica de Ecuador. Su hábitat natural son los bosques montanos tropicales y subtropicales húmedos. Está amenazado por la pérdida de hábitat.
Es una bromelia terrestre endémica de Ecuador donde se sabe de seis registros en la provincia de Sucumbíos. Tres de ellos fueron recogidos en los pequeños saltos de agua en la carretera de Borja a Gonzalo Pizarro y otros tres fueron recogidos en los alrededores de la cascada de San Rafael. La especie tiene exclusivamente el hábitat cerca de las cascadas o en zonas muy húmedas con agua corriente. No se conoce que exista en el Ecuador en la red de áreas protegidas, pero pueden estar presentes en hábitats similares de la Reserva Ecológica Cayambe-Coca. La destrucción del hábitat es la única amenaza conocida para la especie.

## Taxonomía
Guzmania rubrolutea fue descrita por Werner Rauh y publicado en Tropische und subtropische Pflanzenwelt 27: 20 (–23), f. 1979.
Etimología
Guzmania: nombre genérico otorgado en honor del farmacéutico español Anastasio Guzmán, que también fue un coleccionista de objetos de historia natural.
rubrolutea: epíteto latino que significa "rojo amarillo".
1. ↑  Valencia Reyes, R., N. C. A. Pitman, S. León-Yánez & P. M. Jørgensen. 2000. Libro Rojo Pl. Endémic. Ecuador 2000 i–v, 1–489. Herbario QCA, Pontificia Universidad Católica del Ecuador, Quito.
2. ↑  Guzmania rubrolutea en PlantList
3. ↑  «Guzmania rubrolutea en». World Checklist of Selected Plant Families. Consultado el 6 de octubre de 2012.
4. ↑  «Guzmania rubrolutea». Tropicos.org. Missouri Botanical Garden. Consultado el 6 de octubre de 2013.
5. ↑  Lötschert, Wilhelm; Beese G. (1983). Guía de la plantas tropicales. Barcelona:Omega. ISBN 84-282-0697-X.
6. ↑  En Epítetos Botánicos

- Datos: Q5471443
- Multimedia: Guzmania rubrolutea / Q5471443
- Especies: Guzmania rubrolutea